# Laird-Plateau
Das Laird-Plateau ist eine kleine, über 2400 m hohe Hochebene in der antarktischen Ross Dependency. Sie liegt etwa 2 km nordwestlich des Mount Hayter auf der Nordseite des Entstehungsgebiets des Lucy-Gletschers. 
Entdeckt wurde sie von Teilnehmern einer von 1964 bis 1965 durchgeführten Kampagne im Rahmen der New Zealand Geological Survey Antarctic Expedition, die sie nach Malcolm Gordon Laird (1935–2015) benannten, dem Leiter des Geologenteams der Forschungsreise in diesem Gebiet.